# 400系列公路

現有的南安大略400系列公路網絡

400系列公路（英語：400-series highways）是加拿大安大略省南部一系列高速公路，構成該省省道網絡的一部分。此系列公路具有嚴謹的標準規格，部分設計特點更獲北美其他交通部門建設高速公路時所仿效，當中包括局部苜蓿葉型交流道（parclo interchange）以及由紐澤西護欄設計演變而成的安大略高牆護欄（Ontario Tall Wall）。
安省政府在探討將某條交通走廊升格為400系列高速公路時，主要考慮該走廊的每日平均汽車流量是否達致10000架次，但偶然亦會考慮其他因素。某些交通走廊的車流低於上述門檻，但省府為了刺激該區經濟會考慮將之升格至400系列公路資格（例如安省北部的400號公路延伸計劃）。另一方面，某些交通走廊的車流高於上述門檻，但省府因環保、項目造價高昂或沿線居民反對等原因而放棄將之升格（例如於1970年代取消的多倫多市400號公路南延項目）。

## 歷史

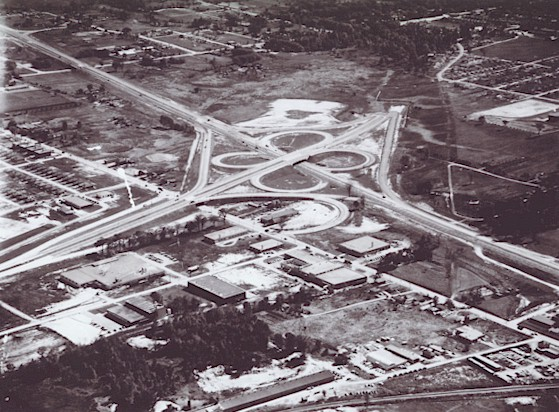
401號公路與400號公路交匯處（攝於1953年）

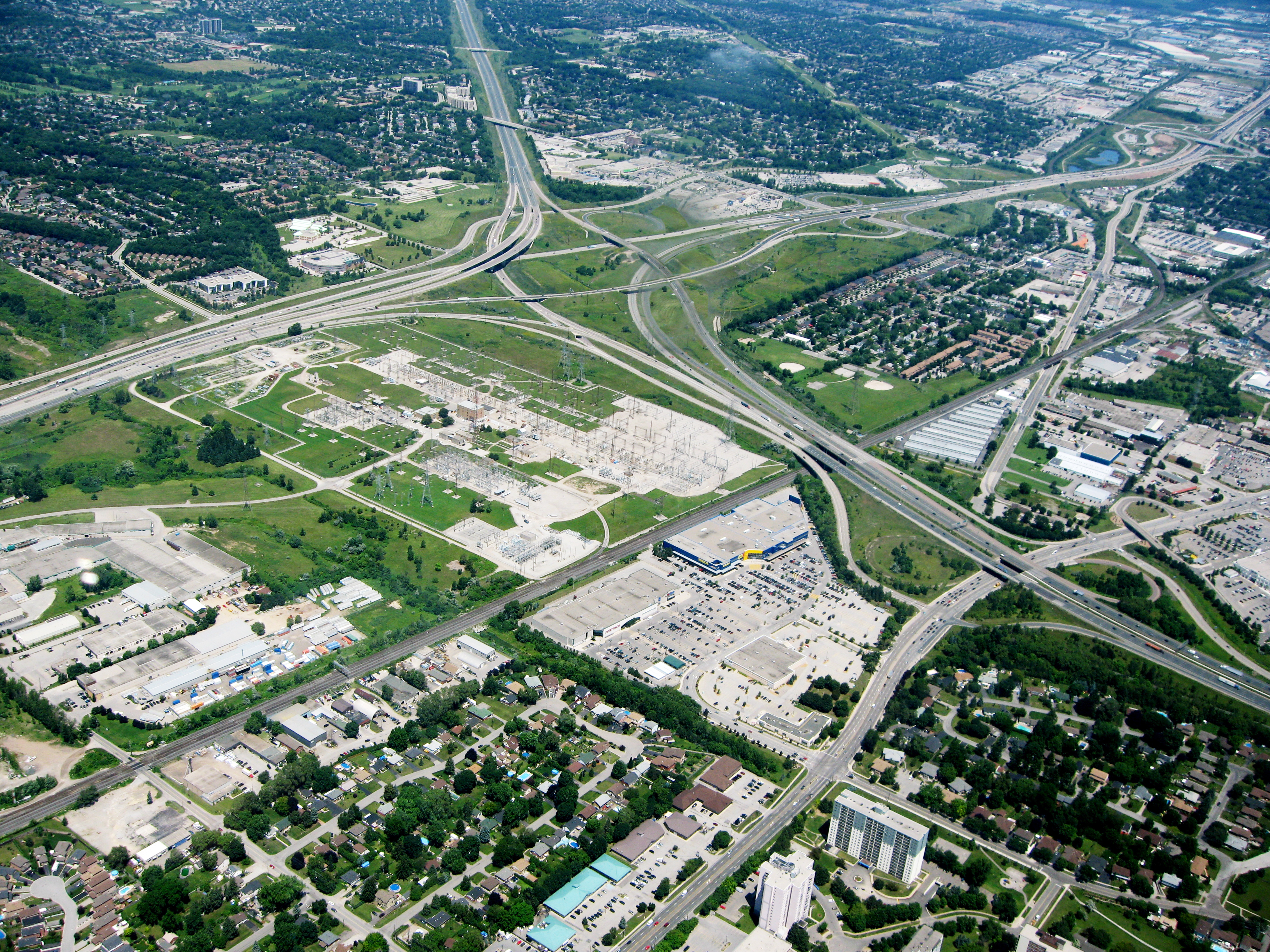
403號公路、407號公路和QEW於布靈頓的交匯處

受到德國高速公路系統的啓發，安大略省公路部於1930年代將該系統的雙程分隔道路設計引進該省南部。該地首條雙程分隔道路為伊利沙伯皇后道（QEW），1934年起從連接多倫多和咸美頓的中間道（Middle Road）改建而成。二戰過後省政府繼續擴展南安省的高速公路網：多倫多-巴里公路（400號公路）、橫省公路（401號公路）、藍水大橋連接路（402號公路）和多倫多繞道（Toronto Bypass）中的27號公路擴展項目皆於1950年代初進行或完成。為了與既有的來回兩線非分隔行車省道網絡區別，省公路部於1952年將新建的雙程分隔高速公路編號為400系列公路。首三條400系列公路於往後年間陸續伸展：400號公路於1959年北延至冷水鎮（Coldwater）、401號公路於1964年開通至魁北克省、而402號公路則於1972-82年間陸續東延至倫敦。
省府於1950年代末計劃新建其他400系列公路，當中包括貫穿咸美頓的403號公路（首段於1963年開通）、連接擬建多倫多當河谷園林公路的404號公路（首段於1977年開通）、在昆士頓通往美加邊界的405號公路（首段於1963年開通）、連接聖凱瑟琳斯和威蘭的406號公路（首段於1965年開通）、繞過大多倫多地區北部的407號公路（首段於1997年開通）、通往多倫多皮爾遜國際機場的409號公路（首段於1974年開通）、以及貫穿渥太華的417號公路（首段於1960年開通）。
1960和70年代規劃或興建的400系列公路則包括多倫多市的427號公路、密西沙加的403號公路、北通賓頓的410號公路、以及連接401號和417號公路的416號公路。尼亞加拉瀑布城内的一段QEW支線早於1941年落成，但於1972年改編為420號公路。同期其他大型工程則包括在QEW沿線興建布靈頓灣高架橋和花園城市高架橋，以及將多倫多一段401號公路擴建成來回12線長短途分流系統。
除了尚未興建的407號、412號、416號和418號公路外，到了1980年代中400系列公路網已大致達至現有規模。省府隨之改為重點擴建既有的400系列公路，以迎合日益增長的車流。此外，省府亦於同期伸延數條400系列公路，包括將400號公路北延至帕里灣、開通介乎胡士托和咸美頓的一段403號公路、將404號公路北延至紐馬克特、以及將427號公路北延至旺市。407號和416號公路於1980年代末相繼動工，而410號公路則於同期從來回兩條行車線擴闊至四線。介乎布靈頓和皮克靈的407號公路，以及整段416號公路於1990年代末相繼開通。
踏入21世紀，省府繼續擴充400系列公路網：410號公路於2009年伸延至賓頓以北、400號公路於2010年伸延至帕里灣以北、417號公路於2012年西延至晏派亞（Arnprior）、404號公路於2014年北延至敬誠（Keswick）以南、而406號公路南端四線化工程則於2015年完成。區内的412號公路和407號公路東延項目第一期路段於2016年6月開通，而418號公路和407號公路東延項目第二期路段則於2019年12月9日全面通車。427號公路北延至旺市麥健時少校徑（Major MacKenzie Drive）的項目則於2021年完成。

## 系統
現有的400系列公路系統主要以401號公路和伊利沙伯皇后道（QEW）為骨幹，其他400系列公路皆直接或間接與上述兩條公路之一銜接。然而，安省政府並未規定編為400系列的高速公路必需與系統中其他公路銜接（如417號公路在1999年前並未與系統接駁），這一點與美國的州際公路系統有異。另外，由於省府的交通項目預算並未獲聯邦政府經常性注資，400系列公路系統的擴展速度亦頗為緩慢。
400系列公路系統中的17條公路如下：
| 編號                  | 圖片 | 其他名稱 | 長度               | 開通年份      | 北端/東端                                                 | 南端/西端                                   | 簡介 | 地圖 |
| --------------------- | ---- | --- | ------------------ | ------------- | --------------------------------------------------------- | ------------------------------------------- | --- | ---- |
| 400號公路             |      | 1952年前： 巴里－多倫多公路 （Barrie-Toronto Highway）                                                                                             | 226（140英里）     | 1952年7月     | 諾貝爾以北（駁上69號公路）                                | 楓葉徑（多倫多）                            | 400號公路是連接多倫多、約克區、巴里和馬斯科卡區的要道，並是400系列公路系統中第二長的公路。省府現正將之往北伸延至薩德伯里，預料於2020年代完成。                                                                       |      |
| 401號公路             |      | 麥當奴－卡地亞高速公路 （MacDonald-Cartier Freeway） 介乎多倫多基爾街和特倫頓空軍基地： 英雄公路 （Highway of Heroes） 1952年前： 介乎海倫溪和紐卡素的路段曾編為2A公路 | 828.0（514.5英里） | 1952年7月     | 魁北克省邊界（在此駁上魁北克20號高速公路）                | 奧及布威園林路（溫莎）                      | 401號公路是400系列公路系統的骨幹，橫越南安大略，歷時近30年興建，多倫多市内部分路段每日汽車流量逾50萬架次，為世上最繁忙的公路之一。                                                                                   |      |
| 402號公路             |      | 1952年前： 藍水大橋連接路 （Blue Water Bridge Approach）                                                                                               | 102.5（63.7英里）  | 1952年7月     | 401號公路（倫敦）                                         | 藍水大橋（愛德華角，近薩尼亞市）            | 402號公路連接401號公路往密芝根州69號和94號州際公路。 |      |
| 403號公路             |      | 咸美頓段： 徹多克高速公路 （Chedoke Expressway）                                                                                               | 125.2（77.8英里）  | 1963年12月    | 401號公路和410號公路（密西沙加）                          | 401號公路（胡士托）                         | 403號公路在東西兩端皆與401號公路交匯，西起胡士托，東至密西沙加，介乎布靈頓和奧克維爾之間的路段與伊利沙伯皇后道（QEW）共構。403號公路是四條設有高乘載車道的400系列公路之一（另外三條則為404號公路、417號公路和QEW）。 |      |
| 404號公路             |      | 1977年前常作當河谷園林公路延伸路段                                                                                           | 50.1（31.1英里）   | 1977年        | 活拜大道（東貴林伯利）                                    | 401號公路和當河谷園林公路（多倫多）         | 404號公路是約克區内第二條南北向高速公路，在多倫多市東北近郊駁上當河谷園林公路。404號公路是四條設有高乘載車道的400系列公路之一（另外三條則為403號公路、417號公路和QEW）。                                             |      |
| 405號公路             |      | 2006年起： 布洛克將軍園林公路 （General Brock Parkway）                                                                                           | 8.7（5.4英里）     | 1963年9月     | 劉易斯頓-昆士頓橋（通往美國紐約州）                       | 伊利沙伯皇后道（濱湖尼亞加拉）              | 405號公路西起QEW，東端在劉易斯頓-昆士頓橋上駁上190號州際公路。 |      |
| 406號公路             |      | | 26.0（16.2英里）   | 1965年12月    | 伊利沙伯皇后道（聖嘉芙蓮斯）                              | 東緬街（威蘭）                              | 406號公路曾是安省政府轄下400系列公路系統中僅餘設有交通燈平交路口以及來回兩線非分隔行車路段的公路；安省政府於2015年完成將上述路段改建成立交來回四線分隔行車規格。                                                     |      |
| 407號公路             |      | 快速收費幹線 （Express Toll Route） | 129.3（80.3英里）  | 1997年6月     | 35號/115號公路（克拉靈頓）                                | 403號公路和伊利沙伯皇后道（布靈頓）         | 407號公路跨越大多倫多地區北部，讓駕駛人士繞過401號公路和QEW，為一條收費公路。此公路介乎布靈頓和皮克靈布洛克道的業權歸私人公司Cintra，嚴格來說不屬安省政府管轄的省道網絡一部分。                                      |      |
| 409號公路             |      | 前稱貝爾菲爾德高速公路 （Belfield Expressway）                                                                                                  | 5.6（3.5英里）     | 1978年8月     | 401號公路（多倫多）                                       | 機場道（密西沙加）                          | 409號公路連接401號公路往多倫多皮爾遜國際機場；介乎機場道和427號公路的路段隸屬大多倫多機場管理局。 |      |
| 410號公路             |      | 賓頓繞道 （Brampton Bypass） | 20.3（12.6英里）   | 1978年11月    | 曉倫大略街 / 10號公路（賓頓）                             | 401號公路（密西沙加）                       | 410號公路南起401號和403號公路交匯處理，自此往北經密西沙加市北部伸延至賓頓市。 |      |
| 412號公路             |      | 杜林西部通道 （West Durham Link） | 10（6.2英里）      | 2016年6月     | 407號公路（惠特比）                                       | 401號公路（惠特比）                         | 412號公路為連接407號公路東延路段和401號公路而設，並與407號公路東延路段第一階段同時興建，2017年至2022年間曾為一條收費公路。                                                                                           |      |
| 416號公路             |      | 退伍軍人紀念公路 （Veterans Memorial Highway） | 76.4（47.5英里）   | 1997年6月     | 417號公路（渥太華）                                       | 401號公路（約翰斯敦）                       | 416號公路是400系列公路系統中最新建成的公路，聯同401號公路和81號州際公路構成連接渥太華、多倫多和美國紐約州的主要幹線。                                                                                                |      |
| 417號公路             |      | 渥太華段： 女皇道 （Queensway） | 181.4（112.7英里） | 1972年9月     | 魁北克省邊界（在此駁上魁北克40號高速公路）                | 晏派亞（在此駁上17號公路）                  | 417號公路是渥太華及安省東部的主要東西向高速公路。安省政府計劃將之沿渥太華河谷往西伸延。 |      |
| 418號公路             |      | 杜林東部通道 （East Durham Link） | 10（6.2英里）      | 2019年12月9日 | 407號公路（克拉靈頓）                                     | 401號公路（克拉靈頓）                       | 418號公路為連接407號公路東延路段和401號公路而設，並與407號公路東延路段第二階段同時興建，2019年至2022年間曾為一條收費公路。                                                                                           |      |
| 420號公路             |      | 尼亞加拉退伍軍人紀念公路 （Niagara Veterans Memorial Highway）                                                                                                | 3.3（2.1英里）     | 1972年        | 史丹利大道（尼亞加拉瀑布城；在此駁上尼亞加拉區420號區道） | 蒙特羅斯道（尼亞加拉瀑布城）                | 420號公路連接QEW至尼亞加拉瀑布城的遊客區。史丹利大道以東的一段420號公路於1998年下放予尼亞加拉瀑布城市政府管轄，並改編為尼亞加拉區420號區道。                                                                         |      |
| 427號公路             |      | 1972年前：介乎401號和409號公路的路段稱為機場高速公路 （Airport Expressway）                                                                    | 27（17英里）       | 1972年        | 麥健時少校徑（旺市）                                      | 艾雲斯大道（多倫多）                        | 427號公路貫穿多倫多市西部怡陶碧谷區及約克區西南部，介乎QEW/嘉甸拿高速公路和401號公路之間的路段來回最少12線行車。 |      |
| 伊利沙伯皇后道（QEW） |      | 在部分安省運輸廳文件中編號為451號或1號公路                                                                                   | 139.1（86.4英里）  | 1939年6月     | 和平橋（伊利堡）                                          | 427號公路（多倫多；在此駁上嘉甸拿高速公路） | QEW是北美洲其中一條最早通車的城際雙程分隔道路。此公路沒有對外掛牌的編號，但在部分安省運輸廳文件中編號為451號或1號公路。                                                                                              |      |

### 前400系列公路
| 編號                          | 長度（公里） | 獲編號年份 | 取消編號年份 | 北端/東端                | 南端/西端           | 現況                 | 簡介 |
| ----------------------------- | ------------ | ---------- | ------------ | ------------------------ | ------------------- | -------------------- | --- |
| 400A公路                      | 1.1          | 1960年     | 1997年       | 11號公路（巴里）         | 400號公路（巴里）   | 11號公路一部分       | 此公路原為400號公路一部分，到1960年400號公路新建路段開通後改編為400A公路，並成為400系列公路系統中最短的公路。                                          |
| 427號公路以東的伊利沙伯皇后道 | 6            | 1939年     | 1997年       | 嘉甸拿高速公路（多倫多） | 427號公路（多倫多） | 嘉甸拿高速公路一部分 | 安省政府於1997-98年精簡架構，當中包括將部分省道下放予地方政府管轄。此段QEW的省道資格於1997年被取消後成為嘉甸拿高速公路一部分，現時由多倫多市政府管轄。 |

### 編號
400系列公路的編號有兩種主要產生方法。第一種方法是從400號起順序遞增至409號：當局於1952年實施此編號方法，而在此之前便已落實興建或開通的三條高速公路（多倫多-巴里公路、2A公路和藍水大橋連接路）亦隨之編號為400號、401號和402號公路。407號公路於1960年代獲編號，但項目待1987年才動工。另外，408號編號則從未被使用。
從1970年代起，新建的400系列公路主要是從固有非高速公路資格的省道升格而成，或者是在固有省道附近與其平行的新建高速公路路段。省府在固有省道的編號前加上“4”字，即成為新建400系列公路的編號，此即第二種編號方法。以427號公路為例：該公路介乎QEW和401號公路的路段是從固有的27號公路升格而成，而401號公路以北的路段則在27號公路的走線以西與其平行。
伊利沙伯皇后道沒有對外掛牌的編號，但仍隸屬400系列公路系統的一部分。該公路在某些安省運輸廳文件中列為451號或1號公路，但省府並不對外宣傳這些編號。

## 規格

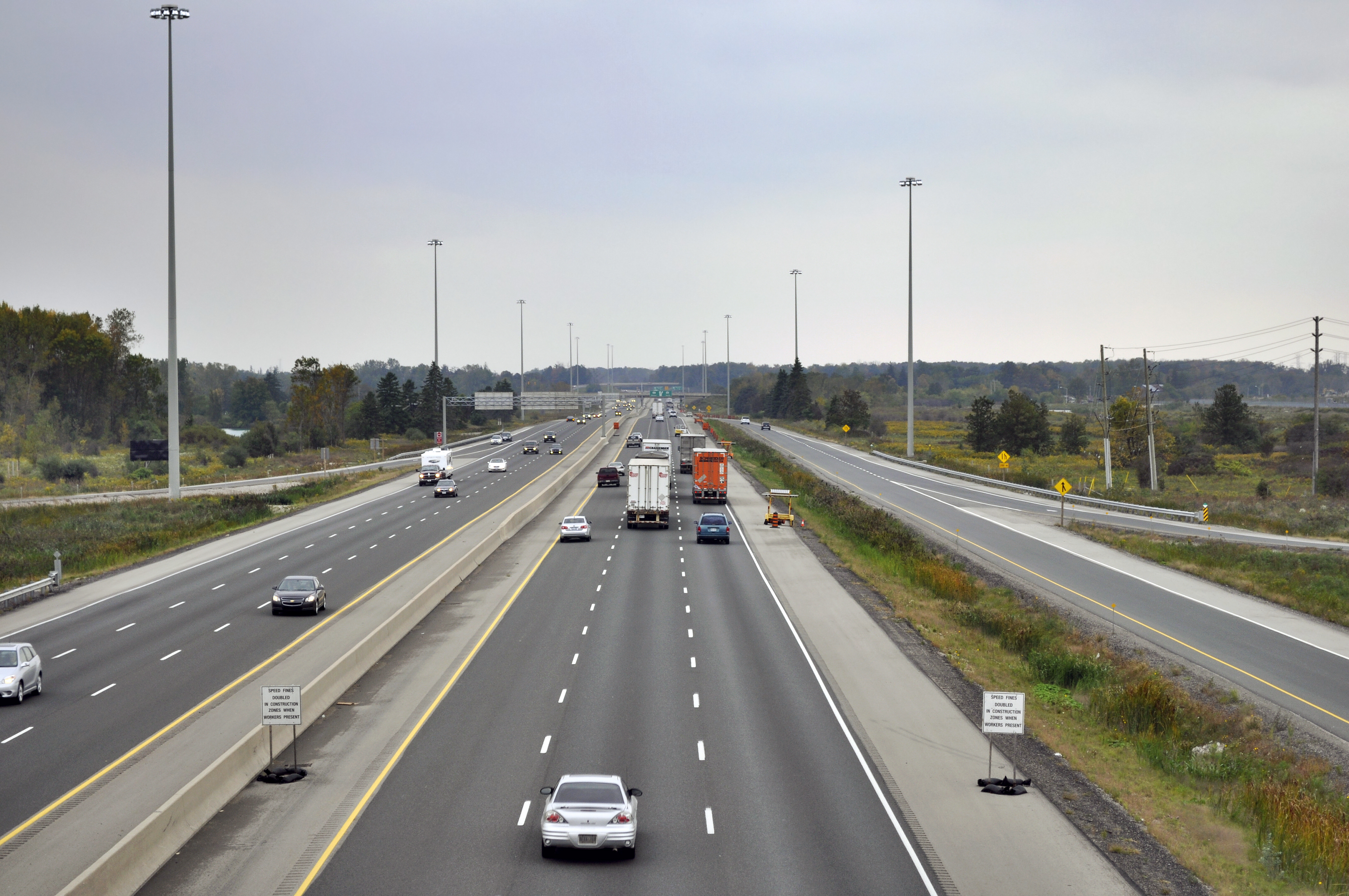
倫敦市一段401號公路，可見現時400系列公路的設計規格，包括寬闊的行車線、左右兩側的硬路肩和齒棱標誌線、高身燈柱照明系統、安大略高牆護欄、以及連接匝道和主行車線的加速和減速線等

大部分400系列公路皆依照省府定下的嚴格標準興建，但系統中數條歷史較悠久的公路（如400號公路、401號公路和伊利沙伯皇后道）則依照當時較寬鬆的標準來興建。上述公路中規格較低的路段通常留待其交通流量超越其設計上限時，省府才依照現有的標準將之改建。400系列公路的基本要求為來回方向分隔行車、各方向最少兩條行車線、並與其他道路立體交匯。

### 側切面
400系列公路來回各方向最少應設有兩條行車線；高乘載車道和其他行車線之間應劃上帶有條紋的分隔帶。來回方向交通可透過草坪或安大略高牆護欄分隔；草坪分隔帶需達致一定的闊度，以便排水及避免汽車越過對面行車線導致迎頭對撞。各方向行車線左右兩側應設有硬路肩及齒棱標誌線。連接匝道和主行車線的加速和減速線最少應有150米長，以容許汽車在進出公路時可安全加速或減速，但在土地空間有限或交通流量偏低的情況下此規格則可免除。

### 路面
大部分400系列公路的路面為瀝青材質，而系統中所有橋樑的路面亦為瀝青材質，唯獨在伸縮縫兩側的混凝土才對外展露。瀝青路面沒有混凝土路面般耐用，而道路的底層結構亦需承受當局反覆重鋪瀝青路面所帶來的負荷，令道路的建造和維修成本上升。然而，由於瀝青路面較混凝土路面有效抵禦融冰鹽的侵蝕效應，省府在氣候因素影響下多數採用瀝青路面。採用混凝土路面的400系列公路路段包括介乎溫莎和提爾伯里（Tilbury）之間的一段401號公路、薩尼亞市以東一段402號公路、406號公路、407號公路和427號公路。

### 速限
大部分400系列公路的設計速度上限為每小時130公里，但對外公佈的速度上限則為每小時100公里。部分路段則因當地實際環境而未能達致每小時130公里的設計速限，當中包括咸美頓一段403號公路（速限為每小時90公里）、聖嘉芙蓮斯一段406號公路（速限為每小時80公里）、以及401號、402號和405號公路臨近美加邊境關卡的路段（速限為每小時80公里）。

### 標誌

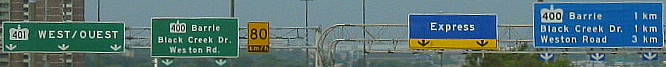
401號公路上的定向指示牌：左側的長途線（Express）使用綠底白字指示牌，而右側的短途線（collector）則使用藍底白字指示牌

省府在所有400系列公路均採用統一的交通標誌。正常的定向指示牌為綠底白字；在採用長途和短途行車線分隔系統的路段上（如多倫多市内一段401號公路），長途線沿用綠底白字定向指示牌，而短途線則改用藍底白字定向指示牌，以便與長途線區別。另外，收費公路（如407號公路）亦採用藍底白字定向指示牌。省府在公路出口前2公里、1公里和500米均豎立出口指示牌，提示駕駛人士該出口是通往哪條道路。高乘載車道使用白底黑字指示牌，並與左上角加設菱形標誌。警告標誌為黃底黑字，而臨時性質的道路工程指示牌則為橙底黑字。
安大略省部分城鎮受省府的《法語服務法令》所覆蓋，而省府在途經那些城鎮的400系列公路路段上亦豎立英法雙語指示牌。設有英法雙語指示牌的400系列公路包括400號、401號、404號、409號、416號、417號和427號公路的部分路段。

### 引用文獻
- Shragge, John; Bagnato, Sharon. . Ontario Ministry of Transportation and Communications, Historical Committee. 1984. ISBN 0-7743-9388-2.
- Stamp, Robert M. . The Boston Mills Press. 1987. ISBN 0-919783-84-8.
- . Toronto: Ministry of Transportation and Communications. 1972.
- . Ontario Department of Highways. 1970.

## 外部連結
- （英文）（法文）安大略省運輸廳官方網站（页面存档备份，存于）